# Benedetto Marcello
Benedetto Marcello, také Marcelli (31. července 1686, Benátky – 24. července 1739, Brescia) byl italský právník, politik a barokní hudební skladatel.

## Život
Benedetto Marcello se narodil 31. července (podle některých pramenů 1. srpna) 1686 v Benátkách. Pocházel ze šlechtické rodiny a proto je v dobových dokumentech často nazýván Patrizio Veneto. Otec Benedetta chtěl, aby jeho syn byl právník. Benedetto se tomu nevzpíral, studoval práva, ale souběžně i hudbu u Antonia Lotti a Francesca Gasparini.
Jeho celý život se dělil na práva, politiku a hudbu. V roce 1711 byl členem „Serenissima“, tj. benátské vlády a v roce 1730 se stal guvernérem („Provveditore“) v Pule v dnešním Chorvatsku.
Po celý život byl chatrného zdraví a pobyt v Istrii mu nesvědčil. V roce 1738 odešel do Brescie na břehu Lago di Garda, kde zastával úřad „camerlinga“, dnes bychom řekli ministra financí. Zde také o rok později zemřel. Jeho hrob se nachází v kostele 'Chiesa di San Giuseppe' v Brescii.
Benedettův starší bratr Alessandro Marcello (1669–1747) byl rovněž známým skladatelem podobného zaměření a historici hudby mají u některých skladeb značné problémy s rozlišením autorství obou bratrů.
Švýcarský skladatel Joseph Joachim Raff (1822–1882) zkomponoval na téma životních osudů Benedetta Marcella operu, která měla premiéru až dlouho po smrti autora 4. října 2002 v Metzingen u Stuttgartu.

## Dílo

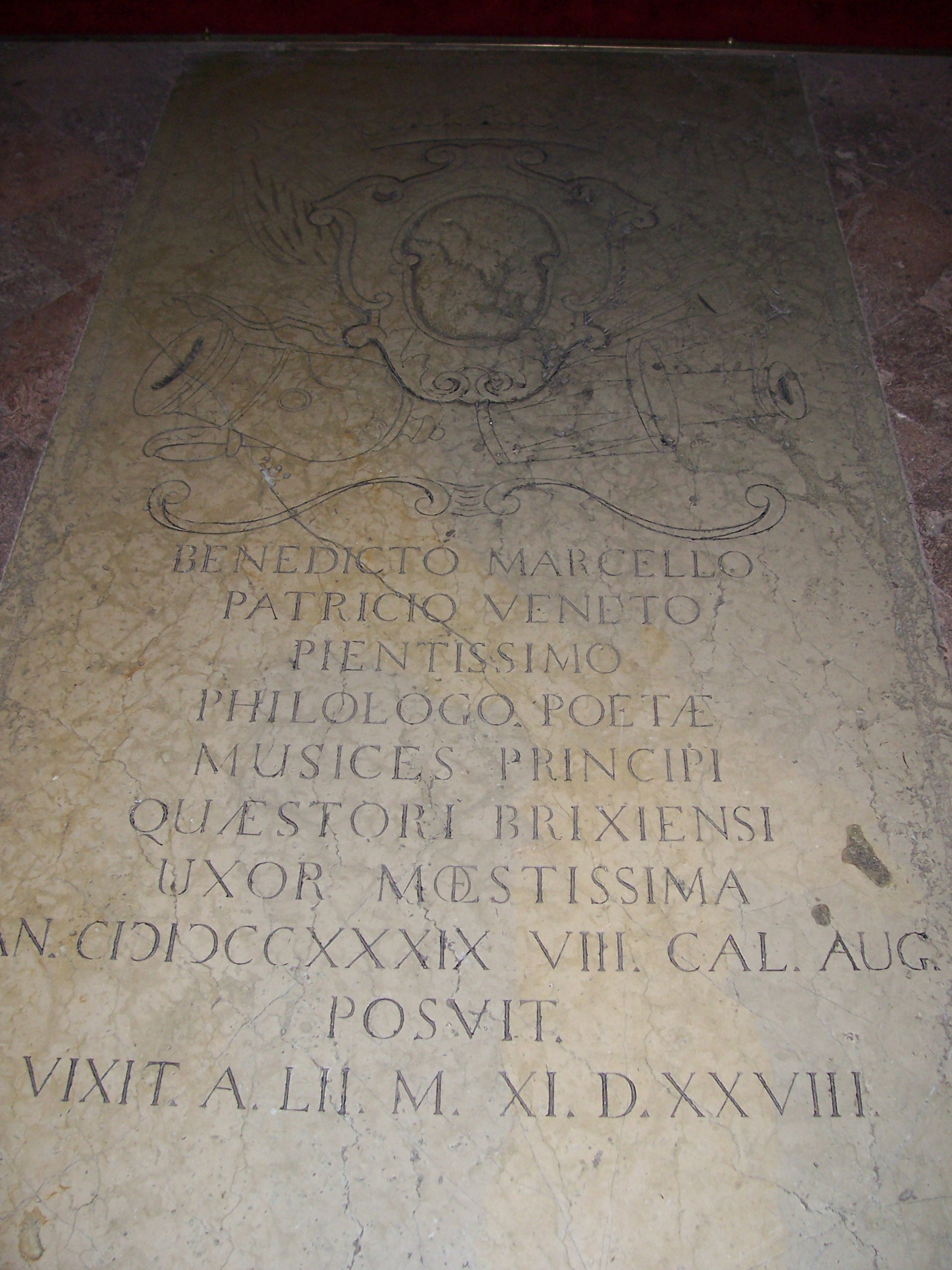
Jeho hrob v kostele 'Chiesa di San Giuseppe' v Brescii

Většina Marcellových skladeb se datuje do první poloviny jeho života. Kromě četných oratorií, oper a scénických serenád napsal více než 400 sólových kantát, publikoval sbírky komorní i orchestrální hudby a mnoho dalších instrumentálních děl zůstalo v rukopisu.
Protože byl finančně zcela nezávislý a nemusel se podbízet vkusu publika, mohl zcela svobodně rozvíjet, svůj osobitý styl. Jeho dílo se tak stalo mezníkem na přechodu z barokní do klasické éry evropské hudby. Ve věku okolo 40 let Marcello prakticky přestal komponovat a později se k hudbě vracel pouze při zcela výjimečných příležitostech.
Nejambicioznějším dílem skladatele se stalo Estro poetico-armonico, zhudebnění italské verze 55 žalmů. Biblické texty přeložil Marcellův přítel Girolamo Ascanio Giustiniani a dílo bylo publikováno v osmi svazcích v letech 1724 až 1726. Úspěch díla byl obrovský. Žalmy Benedetta Marcella byla záhy hrány na koncertech v Hamburku, Berlíně, Lipsku, Londýně. V ruském překladu proniklo dílo i do Petrohradu. V Římě kardinál Ottoboni nařídil, aby každý z pravidelných koncertů, které byly pořádány v jeho paláci byl zahajován jedním z těchto žalmů. Dodnes je výběr z Estro poetico-armonico trvalou součástí koncertního repertoáru (snad pouze s úpravou, že generální bas je svěřen modernímu klavíru).
Dílo Benedetta Marcella zřejmě dobře znal i Johann Sebastian Bach. Transkripci Marcellova koncertu pro housle a smyčcový orchestr nalezneme jako BWV 981.
Marcello byl činný i literárně. Své zkušenosti s nešvary operní scény té doby sepsal ve formě satirického pamfletu „Il teatro alla moda“, v němž si vzal na mušku zejména Antonia Vivaldiho. Tento spis byl mnohokrát přetiskován a má velký význam jako příspěvek k dějinám hudby a k provozovací praxi italské opery seria. Vyšel rovněž v češtině.

## Scénická díla
Většina partitur scénických děl je nezvěstná. Vzhledem k obnovenému zájmu obecenstva i hudebních vědců v posledních letech, lze očekávat, že archivy vydají dosud neznámé skladby.
- La fede riconosciuta (1707 Vicenza)
- Calisto in Orsa (1725)
- Serenata da cantarsi ad uso di scena (1725 Vídeň)
- Arianna (1727 Florencie)
- La morte di Adone (1729 Řím)
- Gara amorosa (?)